# Siêu cúp bóng đá châu Âu 2023
Trận Siêu cúp châu Âu 2023 là phiên bản lần thứ 48 của Siêu cúp châu Âu, trận đấu bóng đá thường niên do UEFA tổ chức và bao gồm hai đội đương kim vô địch của hai giải đấu cấp câu lạc bộ hàng đầu châu Âu, UEFA Champions League và UEFA Europa League. Trận đấu chứng kiến màn tranh tài giữa Manchester City của Anh, đội vô địch của UEFA Champions League 2022-23 và Sevilla của Tây Ban Nha, đội vô địch của UEFA Europa League 2022-23. Trận đấu được diễn ra tại Sân vận động Karaiskakis ở Piraeus, Hy Lạp vào ngày 16 tháng 8 năm 2023.
Trận đấu ban đầu dự kiến được diễn ra tại Sân vận động Ak Bars ở Kazan, Nga. Tuy nhiên, do Nga xâm lược Ukraina 2022, vào ngày 25 tháng 1 năm 2023, trận đấu được dời đến Piraeus.
Real Madrid là đương kim vô địch nhưng họ đã không thể bảo vệ danh hiệu sau khi bị loại ở bán kết của UEFA Champions League 2022–23.
Manchester City đã thắng 5–4 trên loạt đá luân lưu sau khi hòa 1-1 sau 90 phút để giành danh hiệu Siêu cúp UEFA đầu tiên của đội.

## Các đội bóng
| Đội bóng        | Qualification                             | Previous participations (bold indicates winners) |
| --------------- | ----------------------------------------- | ------------------------------------------------ |
| Manchester City | Nhà vô địch UEFA Champions League 2022-23 | Không                                            |
| Sevilla         | Nhà vô địch UEFA Europa League 2022-23    | 6 (2006, 2007, 2014, 2015, 2016, 2020)           |

## Địa điểm

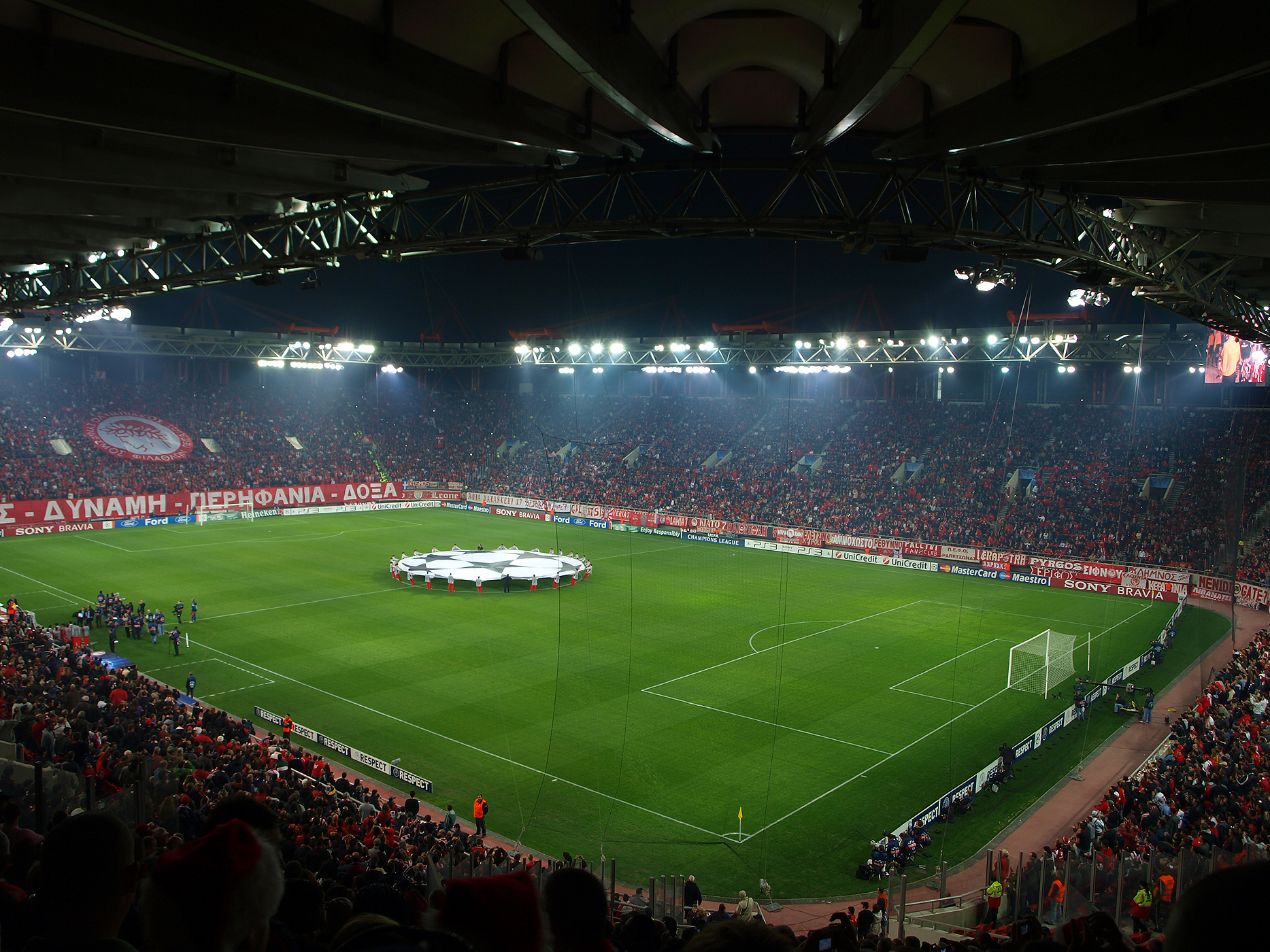
Sân vận động Karaiskakis ở Piraeus là nơi tổ chức trận đấu.

### Lựa chọn nơi đăng cai ban đầu
Sân vận động Ak Bars ở Kazan, Nga, được Ủy ban điều hành UEFA lựa chọn làm địa điểm tổ chức trong cuộc họp ở Amsterdam, Hà Lan, vào ngày 2 tháng 3 năm 2020. Hiệp hội bóng đá Albania cũng xin đăng cai tổ chức trận đấu ở Tirana, nhưng ứng cử viên rút lui trước khi bầu chọn.
Trận đấu này đã có thể là trận Siêu cúp châu Âu đầu tiên được tổ chức ở Nga, và là trận chung kết giải đấu cấp câu lạc bộ UEFA thứ hai được tổ chức ở thành phố này sau trận chung kết Siêu cúp châu Âu nữ 2009. Sân vận động này trước đây là địa điểm tổ chức ba trận đấu vòng bảng và một trận bán kết ở Cúp Liên đoàn các châu lục 2017 và là nơi tổ chức bốn trận đấu vòng bảng, một trận đấu vòng 16 đội và một trận tứ kết ở FIFA World Cup 2018.

### Dời địa điểm đến Piraeus
Sau khi Nga xâm lược Ukraina 2022, chưa chắc chắn trận đấu được diễn ra ở Kazan. Nga bị đình chỉ khỏi các giải đấu UEFA và FIFA vào tháng 2 năm 2022 và trận chung kết UEFA Champions League 2022, dự kiến ở Saint Petersburg, cũng bị dời đến Paris. Quan chức Tatarstan đã yêu cầu UEFA dời giải đấu khỏi Kazan.
Vào tháng 12 năm 2022, Liên đoàn bóng đá Hy Lạp đề xuất dời trận đấu đến sân vận động Kleanthis Vikelidis, Thessaloniki, Hy Lạp thay vì Kazan. Quan chức Trung Macedonia đã yêu cầu UEFA chuyển trận đấu sang Thessaloniki. Vào ngày 25 tháng 1 năm 2023, Ủy ban điều hành UEFA tước quyền đăng cai của Kazan và dời địa điểm trận đấu đến Sân vận động Karaiskakis ở Piraeus, Hy Lạp. Đây là lần thứ hai trận đấu chung kết diễn ra tại Sân vận động Karaiskakis sau đợt diễn ra trận chung kết Cúp C2 châu Âu 1971 và trận lượt đi Cúp bóng đá liên lục địa 1971.

## Trước trận đấu

### Tổ trọng tài
Vào ngày 14 tháng 8 năm 2023, UEFA đã chỉ định trọng tài người Pháp François Letexier làm trọng tài cho trận đấu này. Letexier là trọng tài FIFA được cấp phép từ năm 2017 và trước đây ông từng là một trong những trợ lý trợ lý trọng tài video tại Siêu cúp châu Âu 2019. Anh được hỗ trợ bởi những người đồng hương Cyril Mugnier và Mehdi Rahmouni với tư cách là trợ lý trọng tài, Jérôme Brisard là trợ lý trọng tài video (VAR) và Eric Wattellier là một trong những trợ lý VAR. Espen Eskås từ Na Uy đã được chọn làm trọng tài thứ tư, trong khi Fedayi San từ Thụy Sĩ làm trợ lý VAR khác.

## Thông tin trận đấu

### Tóm tắt

#### Hiệp 1
Manchester City suýt mở tỷ số ở phút thứ 8 khi cú đánh đầu của Nathan Aké bị Yassine Bounou cản phá Jack Grealish thực hiện cú dứt điểm từ ngoài vòng cấm nhưng cũng bị Bounou cản phá ở phút 17. Phút 25, Sevilla vượt lên dẫn trước sau đường căng ngang của Marcos Acuña vào vòng cấm và cú đánh đầu của Youssef En-Nesyri đưa bóng đi vào góc dưới bên trái khung thành.

#### Hiệp 2
En-Nesyri xâm nhập vòng cấm sau đường chuyền của Lucas Ocampos, nhưng nỗ lực của anh đã bị Ederson Moraes cản phá. Cole Palmer cân bằng tỷ số 1–1 ở phút 63 với cú đánh đầu hạ gục Bounou sau đường chuyền của Rodri. Phút 64, En-Nesyri một lần nữa đột nhập vòng cấm Manchester City nhờ đường chuyền của Ocampos, nhưng một lần nữa bị Ederson cản phá. Pha cứa lòng của Palmer bị Bounou cản phá ở phút 69. Sức ép liên tục từ Manchester City kết thúc bằng cú đánh đầu của Aké đi chệch khung thành. Trận đấu kết thúc với tỷ số 1–1 sau 90 phút và cả hai đội phải bước vào loạt sut luân lưu. Trong loạt sút luân lưu, cả hai đội đã thực hiện thành công cả bốn lượt sút đầu tiên. Đến lượt sút thứ năm, trong khi Kyle Walker thực hiện thành công thì Nemanja Gudelj lại sút hỏng khi đưa bóng đi trúng xà ngang. Qua đó, Manchester City giành chiến thắng 5–4 trong loạt luân lưu và giành Siêu cúp ở ngay lần đầu tiên thi đấu trong lịch sử, còn với Sevilla thì đây đã là lần thứ 6 họ thất bại trong trận tranh Siêu cúp.

### Chi tiết
Đội vô địch Champions League được chỉ định là đội "nhà" vì mục đích hành chính.
| Manchester City                                   | 1–1      | Sevilla                                      |
| ------------------------------------------------- | -------- | -------------------------------------------- |
| Palmer 63'                                        | Chi tiết | En-Nesyri 25'                                |
| Loạt sút luân lưu                                 |          |                                              |
| - Haaland - Álvarez - Kovačić - Grealish - Walker | 5–4      | - Ocampos - Mir - Rakitić - Montiel - Gudelj |

| Manchester City | Sevilla |

| GK               | 31 | Ederson         |  |     |
| RB               | 2  | Kyle Walker (c) |  |     |
| CB               | 25 | Manuel Akanji   |  |     |
| CB               | 24 | Joško Gvardiol  |  |     |
| LB               | 6  | Nathan Aké      |  |     |
| CM               | 8  | Mateo Kovačić   |  |     |
| CM               | 16 | Rodri           |  |     |
| RW               | 80 | Cole Palmer     |  | 85' |
| AM               | 47 | Phil Foden      |  |     |
| LW               | 10 | Jack Grealish   |  |     |
| CF               | 9  | Erling Haaland  |  |     |
| Dự bị:           |    |                 |  |     |
| GK               | 18 | Stefan Ortega   |  |     |
| GK               | 33 | Scott Carson    |  |     |
| DF               | 3  | Rúben Dias      |  |     |
| DF               | 5  | John Stones     |  |     |
| DF               | 14 | Aymeric Laporte |  |     |
| DF               | 21 | Sergio Gómez    |  |     |
| DF               | 82 | Rico Lewis      |  |     |
| MF               | 4  | Kalvin Phillips |  |     |
| MF               | 32 | Máximo Perrone  |  |     |
| MF               | 87 | James McAtee    |  |     |
| FW               | 19 | Julián Álvarez  |  | 85' |
| FW               | 52 | Oscar Bobb      |  |     |
| Huấn luyện viên: |    |                 |  |     |
| Pep Guardiola    |    |                 |  |     |

| GK                   | 13 | Yassine Bounou      |     |       |
| RB                   | 16 | Jesús Navas (c)     |     | 83'   |
| CB                   | 22 | Loïc Badé           | 33' |       |
| CB                   | 6  | Nemanja Gudelj      |     |       |
| LB                   | 19 | Marcos Acuña        |     |       |
| CM                   | 8  | Joan Jordán         |     |       |
| CM                   | 10 | Ivan Rakitić        |     |       |
| RW                   | 5  | Lucas Ocampos       |     |       |
| AM                   | 21 | Óliver Torres       |     | 74'   |
| LW                   | 17 | Erik Lamela         | 62' | 90+3' |
| CF                   | 15 | Youssef En-Nesyri   |     | 90+3' |
| Dự bị:               |    |                     |     |       |
| GK                   | 1  | Marko Dmitrović     |     |       |
| DF                   | 2  | Federico Gattoni    |     |       |
| DF                   | 3  | Adrià Pedrosa       |     |       |
| DF                   | 4  | Gonzalo Montiel     |     | 83'   |
| DF                   | 27 | Kike Salas          |     |       |
| MF                   | 18 | Djibril Sow         |     |       |
| MF                   | 24 | Papu Gómez          |     |       |
| MF                   | 26 | Juanlu Sánchez      | 90' | 74'   |
| MF                   | 28 | Manu Bueno          |     |       |
| FW                   | 7  | Suso                |     | 90+3' |
| FW                   | 9  | Rafa Mir            |     | 90+3' |
| FW                   | 11 | Jesús Manuel Corona |     |       |
| Huấn luyện viên:     |    |                     |     |       |
| José Luis Mendilibar |    |                     |     |       |

Cầu thủ xuất sắc nhất trận đấu:

Cole Palmer (Manchester City)
Trợ lý trọng tài:

Cyril Mugnier (Pháp)

 Mehdi Rahmouni (Pháp)

Trọng tài thứ tư:

 Espen Eskås (Norway)

Trợ lý trọng tài video:

 Jérôme Brisard (Pháp)

Trợ lý tổ trợ lý trọng tài video:

 Eric Wattellier (Pháp)

 Fedayi San (Thụy Sĩ)

Trợ lý trọng tài video bắt việt vị:

Luật trận đấu
- 90 phút thi đấu chính thức
- Loạt sút luân lưu nếu tỷ số vẫn hòa
- Mỗi đội có 12 cầu thủ dự bị
- Mỗi đội thay tối đa 5 cầu thủ[note 1]